# Éric Traonouez
 (novembre 2021).
Si vous disposez d'ouvrages ou d'articles de référence ou si vous connaissez des sites web de qualité traitant du thème abordé ici, merci de compléter l'article en donnant les références utiles à sa vérifiabilité et en les liant à la section « Notes et références ».
Éric Traonouez est un patineur artistique sur roulettes français, né le 11 mars 1979 à Brest.

## Biographie
Il a patiné en compétition de quad pour le club de Plouider (Finistère) en 1990, puis de 1991 à 2002 au club de Guingamp (Côtes-d'Armor), avec comme entraîneur Olivier Abraham. Il est entré au Pôle national d'entraînement de Talence (Gironde) de 2000 à 2002. 
En 2006, il reprend le patinage avec des patins en ligne cette fois (discipline peu connue en France), au Club EPAM Île-de-France, entraîné par Arnaud Mercier. Il fait également partie du pôle national d'entraînement d'Eaubonne (Val-d'Oise).
Éric remporte au long de sa carrière une multitude de compétitions nationales et internationales, entre autres : 8 titres de Champion de France, 4 victoires en Coupe d'Europe et 1 victoire en Championnat du Monde. Il est le premier patineur français en roller artistique à remporter un titre de Champion du Monde en 54 ans.
Il vit actuellement à Paris où il exerce des métiers artistiques variés dans les domaines du chant, de la danse et de la comédie, parallèlement à ses entraînements de roller. En couple avec Alessio Minotto

## Palmarès en patinage artistique en ligne
- Championnats de France
  - 2006  :   Médaille d'or
  - 2007  :   Médaille d'or
  - 2008  :   Médaille d'or
  - 2009  :   Médaille d'or

- Coupe Internationale de Paris
  - 2006  :   Médaille d'or
  - 2008  :   Médaille d'or

- Prestige International d'Issy Paris
  - 2006  :   Médaille d'or
  - 2007  :    Médaille d'or
  - 2008  :   Médaille d'or
  - 2009  :   Médaille d'or

- Open de Montpellier
  - 2009  :   Médaille d'or

- Coupe d'Europe
  - 2006  :   Médaille d'or
  - 2007  :   Médaille d'or
  - 2008  :   Médaille d'or
  - 2009  :   Médaille d'or

- Championnats du Monde
  - 2006  :   Médaille de bronze
  - 2007  : 7e
  - 2008  :  Médaille d'or
  - 2009  :  Médaille d'argent